# Bernd Wiegand

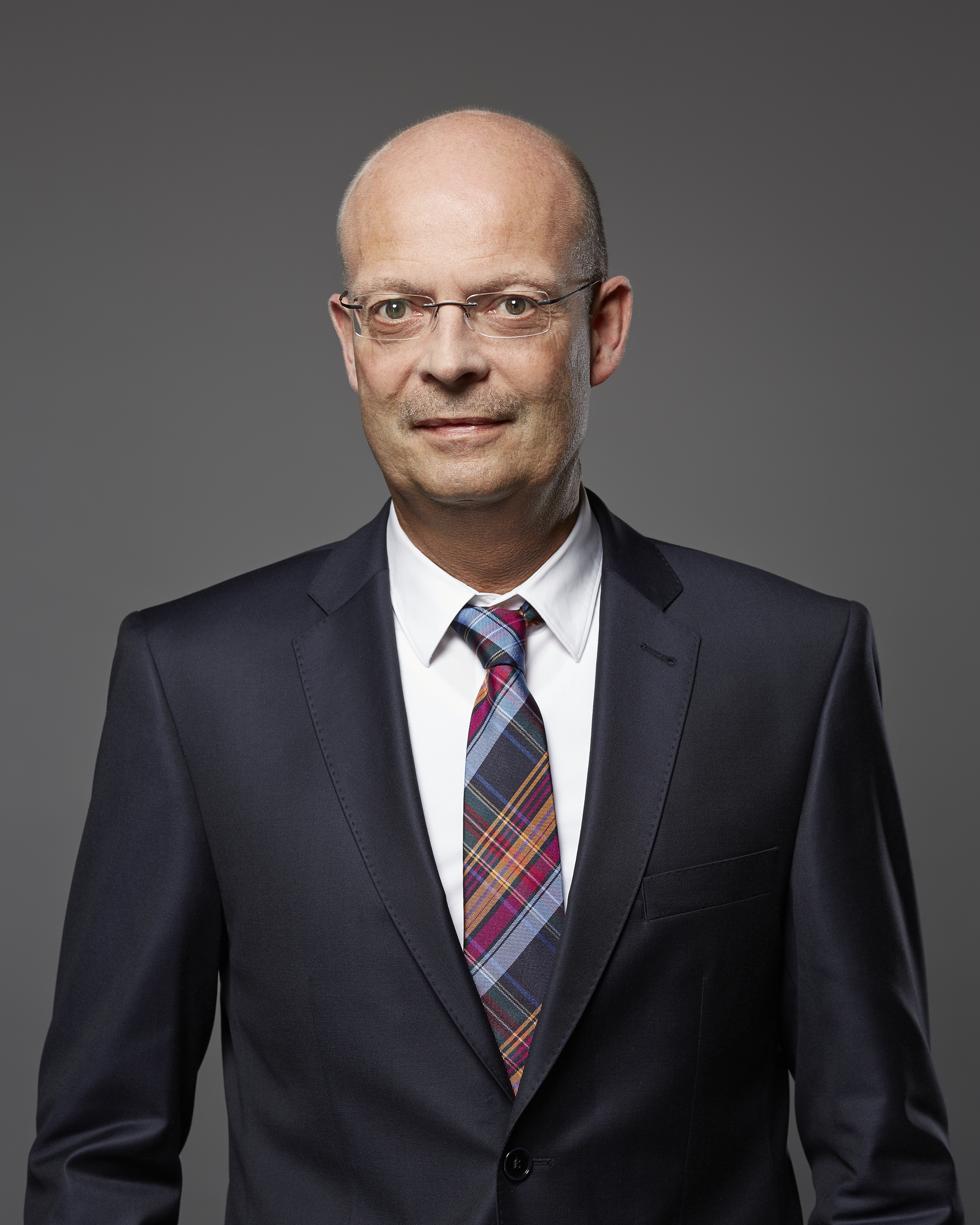
Bernd Wiegand (2013)

Bernd Wiegand (* 23. Februar 1957 in Braunschweig) ist ein deutscher Kommunalpolitiker (parteilos, vormals SPD). Vom 1. Dezember 2012 bis zum 31. August 2024 war Wiegand Oberbürgermeister der Stadt Halle (Saale). Der Stadtrat suspendierte Wiegand am 7. April 2021 von seinen Dienstgeschäften. Seit dem 7. Juni 2021 war Wiegand durch das Landesverwaltungsamt ebenfalls suspendiert und seine Bezüge wurden auf 50 % gekürzt.

## Lebenslauf
Bernd Wiegand legte 1976 das Abitur am Lessinggymnasium Braunschweig ab. Ein Studium an der Fachhochschule Braunschweig/Wolfenbüttel beendete er 1982 als Diplom-Verwaltungswirt (FH). Bis 1990 arbeitete er als stellvertretender Amtsleiter im Landkreis Wolfenbüttel, danach an Fachhochschulen in Niedersachsen und Sachsen-Anhalt als Fachhochschullehrer. Im Jahr 2001 wurde er im Fach Rechtswissenschaft an der Martin-Luther-Universität Halle-Wittenberg promoviert. Ab 2008 war er Beigeordneter für Sicherheit, Gesundheit und Sport der Stadt Halle (Saale). Im Jahr 2009 wurde er Mitglied der SPD. Im März 2011 trat Wiegand wieder aus der SPD aus, blieb aber bis 2012 Beigeordneter. Bei der Wahl zum Oberbürgermeister der Stadt Halle (Saale) erreichte er am 1. Juli 2012 im ersten Wahlgang 19,88 % der Stimmen. In der Stichwahl am 15. Juli 2012 setzte er sich mit 52,92 % der Stimmen gegen Bernhard Bönisch (CDU) durch, der 47,08 % der Stimmen erhielt. Bei der nächsten Wahl zum halleschen Oberbürgermeister erreichte Bernd Wiegand am 13. Oktober 2019 im ersten Wahlgang 44,34 % der Stimmen. In der Stichwahl am 27. Oktober 2019 setzte er sich mit 61,42 % der Stimmen gegen Hendrik Lange (Die Linke) durch, der 38,58 % der Stimmen erhielt. Wiegand erklärte in einem Schreiben an den Vorsitzenden des Stadtrates am 18. Juli 2024, dass er sich zum 31. August 2024 – zwei Jahre vor dem Ende seiner Amtszeit – in den Ruhestand versetzen lassen wolle. Im selben Schreiben erklärte er, zukünftig in einer halleschen Rechtsanwaltskanzlei tätig werden zu wollen.

## Rechtliche Auseinandersetzungen

### Vorwurf des Mobbings
Im Januar 2014 wertete das Verwaltungsgericht Magdeburg Wiegands Verhalten gegenüber einer seiner Mitarbeiterinnen während seiner Tätigkeit als Beigeordneter als Mobbing. Damit scheiterte sein Versuch, eine gegen ihn ergangene Disziplinarverfügung und die damit verbundene Gehaltskürzung um 20 % rückgängig zu machen.

### Vorwurf der Untreue
Im Februar 2014 erhob die Staatsanwaltschaft Halle gegen Bernd Wiegand Anklage wegen des Verdachts der Untreue in drei Fällen. Wiegand wurde vorgeworfen, nach seinem Amtsantritt als Oberbürgermeister seine drei engsten Mitarbeiter in der Stadtverwaltung in zu hohe Erfahrungsstufen eingruppiert zu haben, weshalb ihnen ein überhöhtes Gehalt gezahlt worden sein soll. Der Stadt Halle (Saale) soll hierdurch im Zeitraum von sieben Jahren ein Schaden von rund 300.000 Euro entstanden sein. Das Landgericht Halle ließ die Anklage im April 2014 zur Hauptverhandlung zu. Zugleich forderte das Landesverwaltungsamt Sachsen-Anhalt als Kommunalaufsichtsbehörde den Stadtrat der Stadt Halle (Saale) auf, wegen des Untreuevorwurfs ein Disziplinarverfahren gegen Wiegand einzuleiten, das jedoch bis zum Abschluss des Strafverfahrens ruhte. Die Hauptverhandlung fand vom 3. Juli 2014 bis zum 9. Februar 2015 statt. Am 9. Februar 2015 wurde Bernd Wiegand von der Wirtschaftsstrafkammer des Landgerichts Halle vom Vorwurf der Untreue freigesprochen. Der Vorsitzende Richter betonte in der mündlichen Urteilsbegründung, Wiegand habe bei der Einstellung einen Pflichtenverstoß begangen, die Eingruppierung in die entsprechende Erfahrungsstufe sei „auch aus anderen Motiven“ vorgenommen worden als nach dem Tarifvertrag des öffentlichen Dienstes. Zudem habe er sich „zielgerichtet über die übliche Einstellungspraxis in der Stadtverwaltung“ hinweggesetzt. Gleichwohl sei von einer fehlerfreien Ermessensentscheidung auszugehen. Der 4. Strafsenat des BGH hob mit Urteil vom 24. Mai 2016 (Az. 4 StR 440/15) auf die Revision der Staatsanwaltschaft das freisprechende Urteil auf und verwies die Sache an eine Wirtschaftsstrafkammer des Landgerichts Magdeburg zur erneuten Verhandlung und Entscheidung zurück. Zur Begründung führte der BGH aus, dass bereits die Auslegung der Tatbestandsvoraussetzungen der maßgeblichen Tarifbestimmung durch die Strafkammer unter Berücksichtigung der einschlägigen arbeitsgerichtlichen Rechtsprechung durchgreifende Rechtsfehler aufweise. Die Annahme, der Angeklagte habe daher nicht pflichtwidrig im Sinne einer Untreue nach § 266 StGB gehandelt, sei schon aus diesem Grund nicht tragfähig. Der Ermessensspielraum eines Oberbürgermeisters sei durch den Tarifvertrag des Öffentlichen Dienstes begrenzt, der eine derart hohe Eingruppierung neuer Mitarbeiter nicht vorsieht. Es sei auch nicht so, dass die Stellen sonst unbesetzt geblieben wären – die drei hatten von sich aus gar nicht so viel Geld gefordert. Bei der Bewertung der beruflichen Vorerfahrung habe sich das Landgericht zudem zu sehr auf Wiegands Darstellung verlassen. Die neue Hauptverhandlung vor dem Landgericht Magdeburg begann am 4. Mai 2017. Am 6. Oktober 2017 wurde Wiegand erneut freigesprochen. Die Richter befanden, Wiegand habe weder seine Pflichten verletzt noch habe er seinen Ermessensspielraum, der ihm als Oberbürgermeister bei der Neueinstellung von Mitarbeitern zustehe, überschritten. Seit Januar 2018 ist das Urteil rechtskräftig. Die Staatsanwaltschaft hatte zuvor die zunächst eingelegte Revision nach Prüfung der schriftlichen Urteilsbegründung zurückgezogen.

## Vorzeitige Corona-Impfung
Wie im Februar 2021 bekannt wurde, wurde Wiegand am 17. Januar 2021 – entgegen der geltenden Priorisierung – gegen SARS-Cov-2 geimpft. Er habe einen Anruf von einem Impfteam erhalten und sei in einem Krankenhaus geimpft worden. Zuvor habe er sich mehrfach vergewissert, dass kein Mitarbeiter des Krankenhauses für eine spontane Impfung zur Verfügung gestanden habe. Die Impfung habe er der Stadtratsvorsitzenden persönlich per Telefon mitgeteilt, aber sonst nicht transparent gemacht, da diese Privatsache sei. Vorzeitig geimpft wurden laut Medienberichten auch zehn Stadträte. Auch das gesamte Büro des Oberbürgermeisters, einschließlich Praktikanten, sei geimpft worden. Zum Einsatz gekommen sei Impfstoff, der sonst am Ende des Tages unbrauchbar geworden wäre und per Zufallsgenerator zugewiesen worden sei.
Wiegand dementierte die Impfung seines gesamten Büros: Lediglich die Mitglieder des Pandemiestabes und 10 Stadträte seien geimpft worden. Dennoch ist auch die Beigeordnete für Kultur der Stadt Halle geimpft worden. Diese gehört nicht zum Pandemiestab.
Landesgesundheitsministerin Petra Grimm-Benne kritisierte dies indes als Missbrauch der bundesweit festgelegten Impfreihenfolge. Die FDP in Halle forderte Wiegand zum Rücktritt auf.
Ab dem 16. Februar 2021 weigerte sich Wiegand während der täglichen Pressekonferenz zur Corona-Lage in der Stadt, Fragen der Journalisten zum Impfskandal zu beantworten. Er begründete dies damit, zuerst den Stadtrat ausführlich informieren zu wollen. Ab dem 17. Februar 2021 wurden die täglichen Pressekonferenzen ohne Vorankündigung eingestellt. Als offizieller Grund wurde angegeben, das Interesse an ihnen habe rapide nachgelassen (was die Zahl der Aufrufe der Videos jedoch widerlegt). Wiegand trat am 25. Februar in der Sendung von Markus Lanz auf.
Wiegand verstrickte sich wiederholt in Widersprüche, so stellte sich während der Stadtratssitzung am 17. Februar 2021 heraus, dass er und 28 weitere Personen nicht über einen Zufallsgenerator, sondern durch ein Sechs-Augen-Prinzip ausgewählt wurden. Dieses Vorgehen widerspricht einem auf den 5. Januar zurückdatierten, mittlerweile veröffentlichten internen Verwaltungsvermerk. Dort wird ein Sechs-Augen-Prinzip und Zufallsgenerator vorgeschrieben. Mehrere Stadtratsfraktionen forderten daher die Einleitung eines Abwahlverfahrens gegen Wiegand.
Für den 15. März 2021 war eine Sondersitzung des Stadtrates unter Ausschluss der Öffentlichkeit angesetzt. Dabei sollten drei Anträge der Fraktionen CDU, SPD, FDP und Bündnis 90/Die Grünen behandelt werden. Inhalt dieser Anträge war die Einleitung eines Abwahlverfahrens, die dreimonatige Beurlaubung Wiegands, das Erlassen eines Hausverbotes gegen ihn und das Erzwingen von Akteneinsicht. Am 14. März untersagte das Verwaltungsgericht die Sondersitzung. Grund war die Nichteinhaltung der Ladungsfrist. Am 7. April 2021 führte der Stadtrat eine nun öffentliche Sondersitzung zu den oben genannten Anträgen durch und stimmte mit einer Zwei-Drittel-Mehrheit für den von Linken, Grünen, SPD und FDP eingebrachten Antrag. Seitdem ist Wiegand die Führung seiner Dienstgeschäfte und das Betreten von halleschen Verwaltungsgebäuden zu nicht-privaten Zwecken untersagt. Seine Vertretung übernimmt der Bürgermeister Egbert Geier. Am 13. April 2021 legte Wiegand Widerspruch gegen die Suspendierung vor dem Verwaltungsgericht ein. Am 9. Juni wurden Wiegands Widerspruch durch das Gericht zurückgewiesen und die Stadtratsbeschlüsse bestätigt. Das Verwaltungsgericht begründete seine Entscheidung durch den Verdacht der Verdunkelungsgefahr. Im Dezember 2021 lehnte das Verwaltungsgericht Magdeburg auch seinen Antrag auf Aufhebung der Dienstenthebung durch das Landesverwaltungsamt ab. Die Beschwerde dagegen wurde im Januar 2022 zurückgewiesen. Im Februar 2022 lehnte das Verwaltungsgericht Magdeburg Wiegands Antrag auf Aufhebung der Dienstenthebung erneut ab.

## Disziplinarverfahren und Strafverfolgung
Am 19. Februar 2021 leitete das Landesverwaltungsamt ein Disziplinarverfahren im Zusammenhang mit den COVID19-Schutzimpfungen gegen Wiegand ein. Drei Tage später durchsuchte die Staatsanwaltschaft Halle die Diensträume Wiegands, das städtische Impfzentrum und das Gesundheitsamt. Dem Oberbürgermeister wird die veruntreuende Unterschlagung (§ 246 Abs. 1, Abs. 2 StGB) von Impfdosen vorgeworfen. Am 20. März 2021 veröffentlichte Wiegand ein von ihm in Auftrag gegebenes Rechtsgutachten des Rechtswissenschaftlers Thomas Rönnau. Es kam zum Ergebnis, dass weder das entwickelte Verfahren noch die Impfung Wiegands die Tatbestandsvoraussetzungen der veruntreuenden Unterschlagung erfüllten. Am 6. April 2021 berichtete die Mitteldeutsche Zeitung über einen bis dahin unveröffentlichten Zwischenbericht der Staatsanwaltschaft. Demnach habe zu keinem Zeitpunkt die Gefahr eines Verwurfes von Impfstoffdosen bestanden; Wiegand habe systematisch die Bundesimpfverordnung missachtet.
Am 15. Juni 2021 wurde Wiegand durch das Landesverwaltungsamt vorläufig seines Amtes enthoben. Die Entscheidung darüber erging bereits am 7. Juni 2021.
Am 27. August 2021 wurde bekannt, dass das Disziplinarverfahren ausgeweitet wurde, da Wiegand unter dem Verdacht steht, widerrechtlich Einfluss auf die städtische Ansiedlungsgesellschaft genommen zu haben, in dessen Zusammenhang deren Geschäftsführer seiner Aufgaben entbunden wurde.
Am 1. März 2022 wurde bekannt, dass die Staatsanwaltschaft Halle (Saale) vor dem Landgericht Anklage gegen Wiegand erhoben hat. Wiegand werden ein „besonders schweren Fall der Fälschung beweiserheblicher Daten“ und  Missbrauch der „Befugnisse als Amtsträger“ vorgeworfen. In dem Verfahren geht es nicht um die Impfung von Wiegand selbst, sondern um jene von insgesamt 29 Stadträten und Mitgliedern der Verwaltung. Neben Wiegand ist auch seine Büroleiterin beschuldigt, durch das angewandte Verfahren zur Verabreichung übrig gebliebener Impfdosen den Tatbestand der veruntreuenden Unterschlagung erfüllt zu haben. Zudem wird Wiegand vorgeworfen, dass er nachträglich Protokolle gefälscht habe. Wiegand bestreitet die Vorwürfe.
Am 4. Juli 2022 wurde bekannt, dass die Staatsanwaltschaft Halle (Saale) unabhängig von dem bisher laufenden Verfahren eine weitere Anklage gegen Wiegand vor dem Landgericht erhoben hat. Die Staatsanwaltschaft wirft Wiegand vor, zusammen mit seiner Büroleiterin, einer beurlaubten Mitarbeiterin einer kommunalen Verwaltungsgesellschaft Zugriff auf das Datennetz dieser Gesellschaft ermöglicht zu haben. Dieser Zugriff sei ohne Befugnis und entgegen dem ausdrücklichen Willen des Geschäftsführers der Gesellschaft erfolgt. Die Staatsanwaltschaft Halle geht davon aus, dass sich Wiegand durch diese Handlungen gem. § 202a StGB des Ausspähens von Daten strafbar gemacht hat. Zudem soll Wiegand in einem Zivilprozess uneidlich falsch ausgesagt haben. Deshalb hat die Staatsanwaltschaft Anklage wegen möglichen der Erfüllung von § 153 StGB erhoben. Wiegand bestritt, sich strafbar gemacht zu haben. In einem von ihm verfassten Statement schreibt Wiegand von einer politisch motivierten Konstruktion der Vorwürfe. Am 19. April 2024 verurteilte das Landgericht Halle Wiegand wegen uneidlicher Falschaussage zu einer Geldstrafe von 120 Tagessätzen. Nach Ansicht des Gerichts hat sich der Vorwurf der Falschaussage gegen Wiegand bestätigt, allerdings nicht in allen Punkten. Gegen die Verurteilung legte Wiegand zwar Revision beim Bundesgerichtshof ein, diese wurde aber mit Beschluss vom 24. Juli 2025 – 6 StR 465/24 – durch den in Leipzig ansässigen 6. Strafsenat verworfen.
Mit Beschluss vom 28. Februar 2023 lehnte das Landgericht Halle Saale die Eröffnung eines strafrechtlichen Hauptverfahrens gegen Bernd Wiegand wegen dessen vorzeitiger COVID19-Schutzimpfung ab. Das Gericht erklärte, dass die Verabreichung des Impfstoffes nicht rechtswidrig war, sondern möglicherweise nur eine Überschreitung seiner verwaltungsrechtlichen Befugnisse darstellt. Das Gericht begründete dies unter anderem auch mit einer angenommenen Verfassungswidrigkeit der Coronavirus-Impfverordnung des Landes Sachsen-Anhalt. Auch die Rückdatierung des Protokolls des Krisenstabes sei nach Auffassung des Gerichts keine Fälschung beweiserheblicher Daten i. S. d. § 269 StGB. Die sofortige Beschwerde der Staatsanwaltschaft Halle (Saale) gegen den Beschluss des Landgerichts wurde durch das Oberlandesgericht Naumburg abgewiesen.
Am 6. März 2023 stellte Wiegand einen Antrag auf Aufhebung der vorläufigen Dienstenthebung und am 14. März 2023 legte die Wählergruppe des Vereins „Hauptsache Halle“ dem Landtag von Sachsen-Anhalt eine Petition zur sofortigen Aufhebung der vorläufigen Suspendierung von Bernd Wiegand vor. Am 23. März 2023 teilte das Landesverwaltungsamt mit, dass der Antrag auf Aufhebung der vorläufigen Dienstenthebung abgelehnt wurde. Eine von Wiegand beantragte Aufhebung der vorläufigen Dienstenthebung wurde vom Verwaltungsgericht mit Beschluss vom 12. Juli 2023 abgelehnt. Eine Beschwerde Wiegands dazu wurde am 19. September 2023 vom Oberverwaltungsgericht des Landes Sachsen-Anhalt zurückgewiesen.

## Verhältnis zum Stadtrat

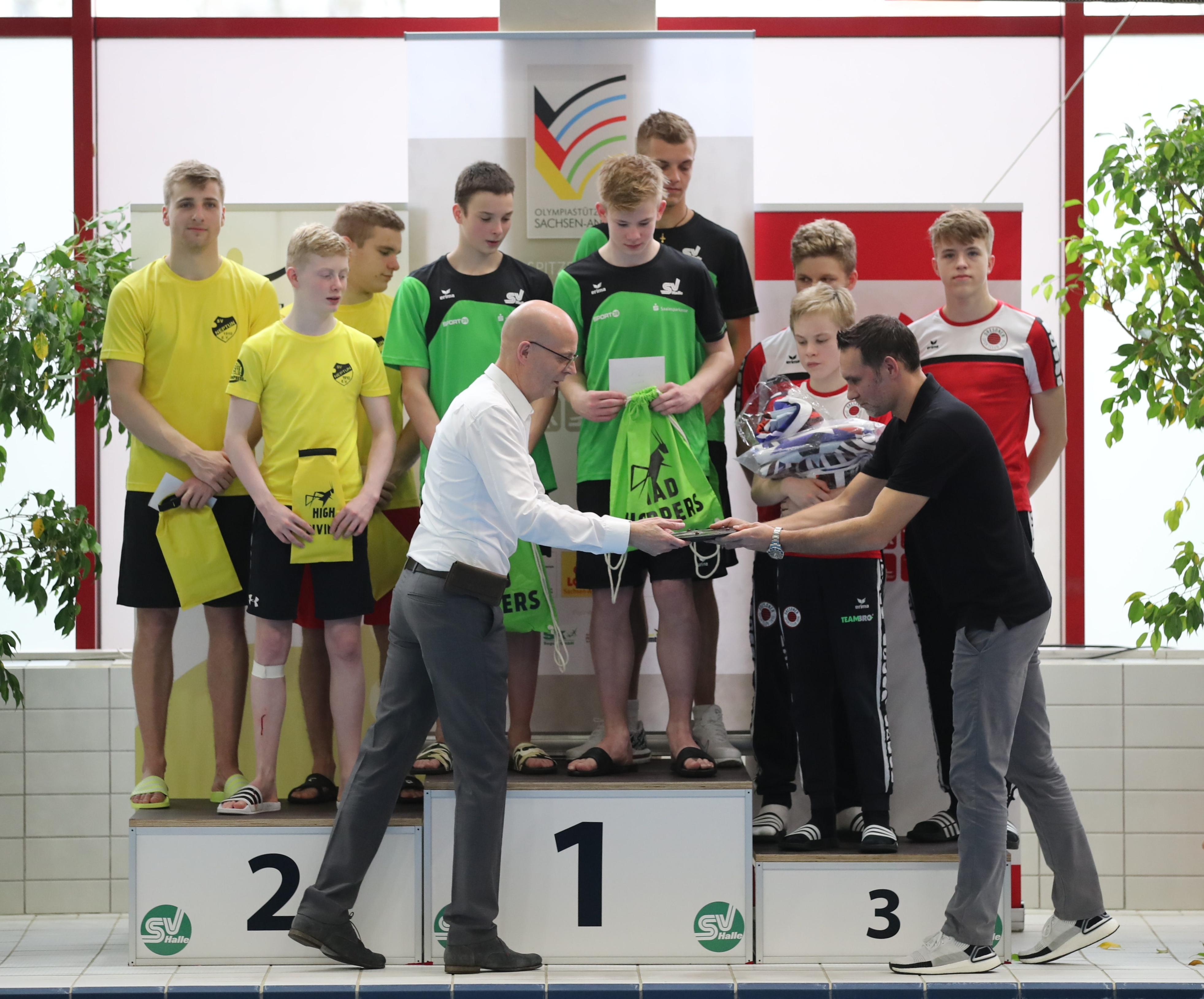
Wiegand übergibt mit Wasserspringer Andreas Wels den Hallorenpokal des SV Halle, 2020

Die Beziehungen zwischen Wiegand und dem Stadtrat von Halle (Saale) waren sehr angespannt. Auf Betreiben von CDU, SPD und FDP strebte der Rat seit Dezember 2015 ein Disziplinarverfahren gegen ihn an; dabei ging es um eigenmächtige Entscheidungen, Personalfragen und den Umgang mit Mitarbeitern.
Auch wegen seiner vorzeitigen Corona-Impfung stand Wiegand in der Kritik; mehrere Stadträte hatten ihn zum Rücktritt aufgefordert. Außerdem strengten einige Stadträte ein Verfahren zur Suspendierung gegen Wiegand an, das am 7. April 2021 erfolgreich war. Mitte Juni 2021 wurde er von der Landesverwaltung von Sachsen-Anhalt vorläufig von seinem Amt enthoben und seine Bezüge auf 50 % gekürzt. Das wurde im Januar 2022 vom Oberverwaltungsgericht Magdeburg bestätigt.

## Trivia
Seit dem 1. September 2021 ist Wiegand ehrenamtlicher Rettungsschwimmer im halleschen  Heidebad.

## Schriften
- mit Michael Grimberg: Ist die Einheitsgemeinde wirtschaftlicher als die Verwaltungsgemeinschaft oder die Verbandsgemeinde? Grimberg, Ostbevern 2007, ISBN 978-3-9810896-3-9.
- (Hrsg./Autor), Michael Grimberg: Gemeindeordnung Sachsen-Anhalt. Kommentar. 3. Aufl. C. H. Beck, München 2003
- (Hrsg., seit 1994): Vorschriftensammlung für die Verwaltung in Sachsen-Anhalt – VSV. Loseblattsammlung, Richard-Boorberg-Verlag, München / Stuttgart
- (Hrsg./Autor): Zeitschrift apf (Ausbildung, Prüfung, Fortbildung), Landesteil Sachsen-Anhalt. Seit 2006 Herausgeber der Bundesausgabe. Richard-Boorberg-Verlag, München / Stuttgart.
- (Hrsg./Autor, seit 2006): Praxis der Kommunalverwaltung, Landesausgabe Sachsen-Anhalt. Kommentierungen und systematische Darstellungen aller Rechtsgebiete der Kommunalverwaltung. Kommunal- und Schul-Verlag, Wiesbaden.